# Contrasts
Contrasts (англ. контрасты) — седьмой студийный альбом американского джазового органиста Ларри Янга. Альбом записан Руди Ван Гелдером 18 сентября 1967 года.

## Особенности
Вышедший после полностью авангардного Of Love And Peace, альбом Contrasts воспринимается возвращением к более «традиционным» джазовым жанрам (хард-боп, соул-джаз) и в то же время выглядит стилистически разнообразно, эклектично. Завершающая альбом пьеса «Means Happiness» представляет собой фри-джазовую импровизацию, а в «Majestic Soul» (построенной на характерном ритме boogaloo) ощущается модальный подход.
Для альбома Янг собрал состав из джазменов своего родного Ньюарка — Тирон Вашингтон (Tyrone Washington) и Герберт Морган (Herbert Morgan) на тенор-саксофонах, Хэнк Уайт (Hank White) на флюгельгорне, гитарист Эдди Райт (Eddie Wright), ударник Эдди Глэдден (Eddie Gladden) и Стэйси Эдвардс (Stacey Edwards) на конгах. «Major Affair» записана дуэтом орган — ударные. Жена Ларри Янга Алтея Янг (Althea Young) спела балладу «Wild Is The Wind» (известную по исполнению Нины Симон) под аккомпанемент только органа и ударных.

## Отзывы
Как отмечает сайт Dusty Grooves, «альбом явился ключевым связующим звеном между соул-джазовыми корнями Ларри и его далеко идущими экспериментальными работами».
«Большинство джазовых критиков предпочитают два предыдущих альбома с их более определённым стилем и абстрактной интеллектуальной направленностью, но, на мой взгляд, Contrasts в большей степени является настоящим альбомом Ларри Янга: изворотливый, странный, непредсказуемый и абсолютно оригинальный», — пишет обозреватель сайта Progarchives.
Allmusic дал альбому 4 балла из 5.
Пользователи Rate Your Music оценили альбом в 3.35 из 5 баллов (21 оценка).

## Список композиций
Вся музыка написана Ларри Янгом, если не указано иное.
| №                   | Название            | Автор(ы)                         | Длительность |
| ------------------- | ------------------- | -------------------------------- | ------------ |
| 1.                  | «Majestic Soul»     |                                  | 11:58        |
| 2.                  | «Evening»           |                                  | 7:12         |
| 3.                  | «Major Affair»      |                                  | 3:50         |
| 4.                  | «Wild Is the Wind»  | Dimitri Tiomkin / Ned Washington | 4:31         |
| 5.                  | «Tender Feelings»   | Tyrone Washington                | 6:51         |
| 6.                  | «Means Happiness»   |                                  | 4:47         |
| Общая длительность: | Общая длительность: | Общая длительность:              | 39:09        |

## Участники
- Ларри Янг — орган
- Хэнк Уайт — флюгельгорн [1, 2, 5, 6]
- Герберт Морган — тенор-саксофон [1, 2, 5, 6]
- Тирон Вашингтон — тенор-саксофон [1, 2, 5, 6]
- Эдди Райт — гитара [1, 5]
- Эдди Глэдден — ударные
- Стэйси Эдвардс — конги [1, 2, 6]
- Алтея Янг — вокал [4]